# Осада Бреды (1637)
Осада Бреды (Пятая осада Бреды) — важное событие Восьмидесятилетней войны, в ходе которого голландская армия штатгальтера Фредерика-Генриха Оранского в 1637 году отвоевала город Бреда, находившийся в руках испанцев с 1625 года. В дальнейшем город будет оставаться в руках Голландской республики до конца войны.

## Предыстория
В 1635 году Франция и Голландская республика заключили союз против Испании с целью завоевания и разделения между собой испанских Нидерландов. Союзники осуществили вторжение в июне 1635 года, но вскоре испанские войска перехватили инициативу и изгнали захватчиков. В ходе боевых действий испанцам удалось захватить стратегическую крепость Шенкеншанс. Это вынудило голландцев начать 9-месячную осаду крепости.
После захвата Шенкеншанса в апреле 1636 года испанский полководец кардинал-инфант Фердинанд Австрийский переключил своё внимание на Францию. Летом 1636 года Фердинанд вторгся во Францию и дошёл до Корби, но город был отбит французами в ноябре, а в конце года Испания потеряла большую часть своих завоеваний.
В ходе кампании 1637 главный министр Оливарес запланировал возобновление наступления против Франции. В Брюсселе Фердинанд Австрийский на самом деле предпочёл бы наступление против голландцев, но в итоге неохотно согласился принять участие во вторжении во Францию. Он начал сосредотачивать свои силы на французской границе, когда пришла весть, что голландцы неожиданно подступили к городу Бреда с армией из 18 000 солдат.
Бреда был столицей баронского феода, который когда-то был жемчужиной голландских владений семьи Нассау. Поэтому принц Фредерик-Генрих Оранский имел личный интерес в отвоёвывании города и его окрестностей.

## Сражение
Осаде предшествовала попытка с марша захватить Бреду 21 июля 1637 года силами голландской кавалерии во главе с Генрихом-Казимиром I Нассау-Дицем. Однако ворота города были вовремя закрыты, и атака провалилась. Тогда голландцы 23 июля захватили ряд сёл вокруг города (Фредерик-Генрих расположил свой штаб в Гиннекене), а затем начали возводить двойную линию осадных укреплений, достигшую в конечном итоге длины в 34 км. Внешняя линия укреплений защитила осаждающих от атаки извне. В отличие от стратегии, принятой Амброзио Спинолой при Бреде в 1624 году, Фредерик-Генрих не прибёг к пассивной осаде, направленной на взятие крепости измором, а предпочёл более агрессивный подход. Испанская армия Фердинанда Австрийского попыталась атаковать голландские позиции, но безуспешно, и была вынуждена отступить в долину реки Маас.

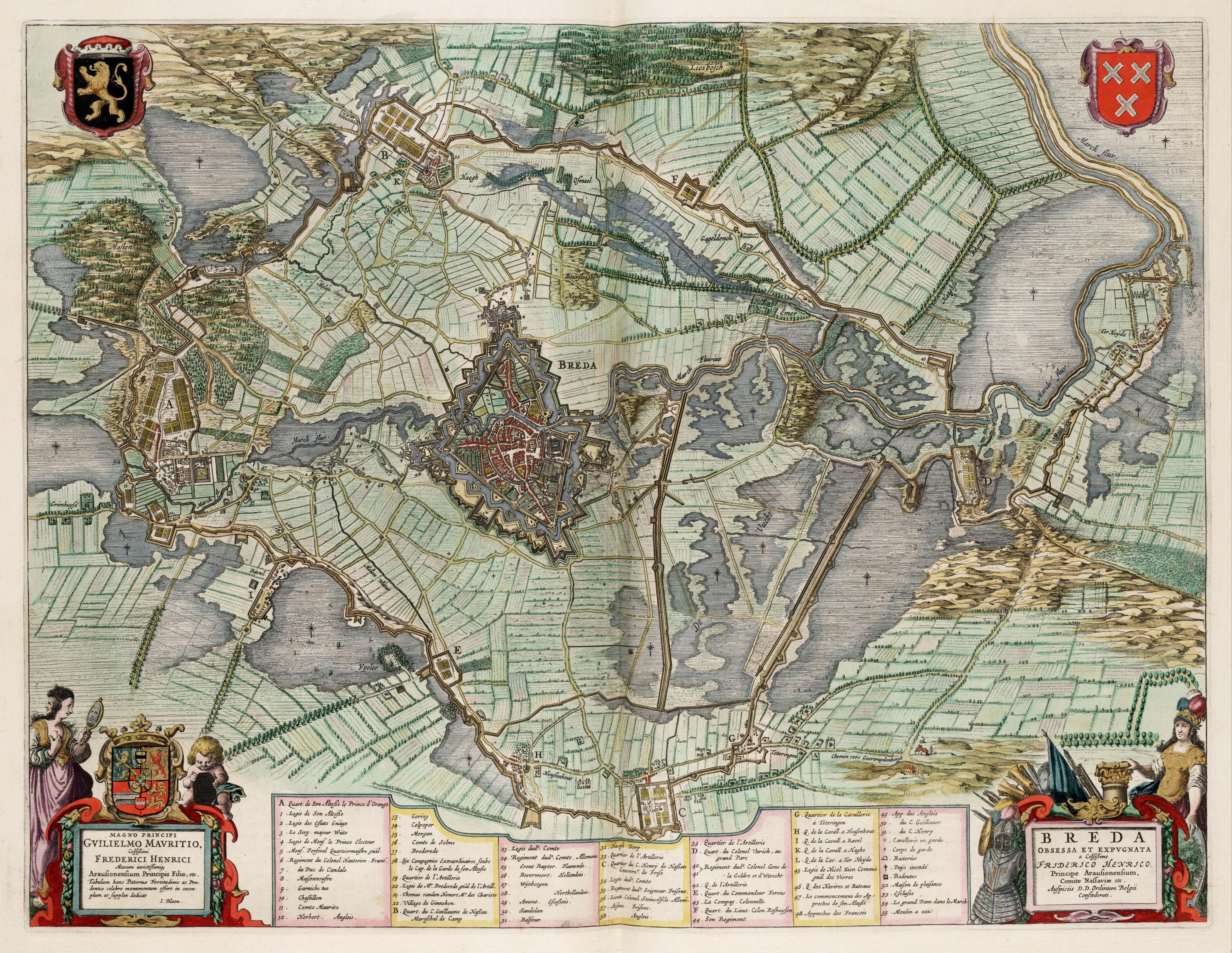
Карта блокады Бреды, худ. Я. Блау.

Тем временем осаждающие начали копать траншеи по направлению к стенам крепости. Два из этих окопов были вырыты к воротам Гиннекен — один французами, второй англичанами. Французы закончили свою работу 27 августа, англичане на день позже. В ночь на 1 сентября траншеи подошли к стенам Бреды. В ту же ночь Жирар де Шарнасэ — командир французского отряда — был убит шальной пулей в голову.
В траншеях были заложены мины, и 7 сентября заряды были взорваны, вызвав обрушение части стены. Джордж Монк (позже — 1-й герцог Албемарль), в то время капитан на голландской службе, первым ринулся в пролом. Однако мина во второй траншее не сработала, и атака была отбита. Тем не менее защитники теперь были оттеснены за стены города.
2 октября голландцам удалось захватить равелин и начать атаку против защитников города. Теперь центральная часть города была открыта для атак голландцев. Гарнизон понял, что ситуация безнадёжна. 6 октября губернатор Хомар де Фурдин согласился на почётную капитуляцию. Капитуляция была подписана, и 11 октября гарнизон покинул город с развёрнутыми знаменами и под бой барабанов.

## Последствия
Хотя испанцам почти удалось захватить важную крепость Райнберг через месяц после падения Бреды, кампанию 1637 года следовало признать неудачной. В следующем году испанская армия перешла к обороне. Фредерик-Генрих сделал попытку захватить Антверпен, но его авангард был перехвачен испанцами 20 июня 1638 года и разгромлен при Калло.